# 貝斯特角
貝斯特角（英語：Cape Best）是南極洲的海岬，位於南喬治亞島北岸，處於福圖納冰川入口處的西部，名稱可追溯至1912年，現時由英國海外領土管轄。